# Wola Korzeniowa
Wola Korzeniowa (dawn. do XV w. Wola Szydłowiecka, XV w.–1864 Korzeń, 1864–1925 Wola Korzeniowska) – wieś w Polsce położona w województwie mazowieckim, w powiecie szydłowieckim, w gminie Szydłowiec. Ma status sołectwa.
Miejscowość położona jest w południowej części gminy Szydłowiec. Graniczy od północy z Szydłowcem, od wschodu z Barakiem i Sadkiem, od południa ze Skarżyskiem-Kamienną (os. Zaszosie i Wyprawy, woj. świętokrzyskie), Majdowem (Komornikami) i Ciechostowicami, od wschodu zaś z Budkami (Trzecimi, gm. Chlewiska). Przez obszar wsi przechodzi droga ekspresowa S7 (Gdańsk – Warszawa – Kraków – Rabka-Zdrój) i powiatowa nr 4018W Szydłowiec – Majdów (dalej: Bliżyn).
We wsi znajduje się duży zakład produkcyjny, Huta Szkła „Trend Group” Sp. z o.o. oraz dwa warsztaty rzemieślnicze: stolarsko-meblarski i tapicerski. W miejscowości mieści się remiza Ochotniczej Straży Pożarnej (od 2002). Wola Korzeniowa jest siedzibą Stowarzyszenia Sołtysów Powiatu Szydłowieckiego, zrzeszonego w Krajowym Stowarzyszeniu Sołtysów.
Do 2000 we wsi znajdowała się szkoła podstawowa. W 2000–2008 uczniowie kształcenia powszechnego należeli do obwodu szkolnego Publicznej Szkoły Podstawowej nr 1 z Oddziałami Integracyjnymi im. Jana III Sobieskiego w Szydłowcu.
Mieszkańcy wsi wybierają radnego do Rady Miejskiej w Szydłowcu w okręgu wyborczym nr 3 (razem z mieszkańcami Baraku i Sadku).
Przy południowej granicy wsi przepływa Oleśnica. W lasach znajdujących się w obszarze miejscowości stoi pomnik Żołnierzom AK oddz. „Maria” poległym w walce z Niemcami.
Wierni Kościoła rzymskokatolickiego należą do parafii św. Zygmunta w Szydłowcu, a Kościoła mariawickiego do parafii Przemienienia Pańskiego w Wierzbicy.
We wsi znajduje się figura matki boskiej, którą po nieudanej , przeprowadzonej przez nieznanego renowatora renowacji, nazwano "matką boską nieprzyjemnie zaskoczoną"

## Historia
Miejscowość lokowano jako Wolę Szydłowiecką. Jej nazwa pochodzi zapewne od wolnizny, nadanej osadnikom chłopskim przez zasadźcę wsi. Stąd pierwsi mieszkańcy mogliby pojawić się tutaj najpóźniej w XII w. Najstarsze źródło pisane dotyczące miejscowości pochodzi z XV w., nosi w nim nazwę Korzeń. Wymieniana jest jako prywatna własność szlachecka Stanisława Szydłowieckiego, z której chłopi oddawali dziesięcinę biskupowi krakowskiemu (Długosz L.B.t.II, 525). Po wymarciu rodu pierwszych właścicieli weszła w skład hrabstwa szydłowieckiego Radziwiłłów. Nowi właściciele wsi, przeznaczyli ją na uposażenie gubernatorów dóbr, zarządzających nimi w imieniu hrabiego-księcia. W 1569 jako „właściciel” Korzenia występuje Jan Kieszkowski, odprowadzający podatek od folwarku i zamieszkującego wieś komornika. Obecność tej warstwy stanu chłopskiego potwierdza przypuszczenie o wczesnej lokacji wsi oraz uzasadnia jej układ przestrzenny (okolnica) z centralnie umieszczonym nawsiem.
W 1864 wieś znalazła się w gminie Szydłowiec. W latach 1975–1998 miejscowość administracyjnie należała do województwa radomskiego.